# Andreaea morrisonensis
Andreaea morrisonensis là một loài rêu trong họ Andreaeaceae. Loài này được Nog. mô tả khoa học đầu tiên năm 1936.